# 地铁时报
《地铁时报》是由大连报业集团主管主办、大连地铁传媒有限公司运营的免费赠阅日报，2015年5月22日创刊。2018年9月28日，《地铁时报》发布了休刊公告，自9月29日起休刊。